# TCL Corporation
TCL Technology er en kinesisk multinational elektronikvirksomhed med hovedsæde i Huizhou i Guangdong i Kina. I 2010 var det verdens 25. største forbrugerelektronikproducent og den 6. største producent af tv-apparater (efter Samsung Electronics, LG Electronics, Sony, Panasonic og Sharp). I 2012 var virksomheden også blandt de 10 største producenter af mobiltelefoner. Virksomheden havde i 2009 en omsætning på 6,49 mia. US$ og ca. 50.000 ansatte.
TCL-koncernen har tre børsnoterede selskaber: TCL Technology (SZSE: 000100), som er noteret på Shenzhen Stock Exchange og TCL Electronics Holdings, Ltd. (HKEX: 1070) og TCL Communication Technology Holdings, Ltd. (HKEX: 2618), som er noteret på Hong Kong Stock Exchange.
TCLs nuværende virksomhedsslogan er "The Creative Life".

## Historie
Virksomheden er grundlagt i 1981 og benyttede fra 1985 navnet TCL Telecommunication Equipment Co Ltd. TCL påbegyndte produktionen af elektronik til det kinesiske marked i 1980'erne og efter årtusindskiftet begyndte virksomheden også at eksportere. Gennem en statsejet virksomhed blev TCL etableret som et joint venture med flere Hongkong baserede investorer.
Juli 2003 annoncerede direktøren for TCL Li Dongsheng en 'Drage- og Tigerplan' om at etablere to konkurrencedygtige TCL-forretninger på det globale marked ("Drager") og tre markedsledende forretninger på det kinesiske hjemmemarked ("Tigere"). I november 2003 etablerede TCL og Thomson fra Frankrig et joint venture, der skulle producere tv og DVD-afspillere til hele verden. TCL overtog 67 % af aktierne og Thomson SA Holding fik de øvrige. TV fremstillet af TCL-Thomson blev markedsført under TCL-mærket i Asien og Thomson og RCA mærkerne i Europa og Nordamerika. I april 2004 annoncerede TCL og Alcatel et joint venture, der skulle fremstille mobiltelefoner: Alcatel Mobile Phones. TCL investerede 55 millioner Euro i selskabet og fik 55 % af aktierne. I maj 2005 bekendtgjorde TCL, at de ville overtage Alcatels 45 % andel for en aktieandel i TCL Communications til en værdi af 8,1 mio. US$.
I juni 2007 bekendtgjorde TCL planer om at udfase brugen af Alcatel-mærket for at gå 100 % over til TCL-mærket i løbet af fem år. I april 2008 bekendtgjorde Samsung Electronics, at de ville outsource produktionen af visse LCD TV-moduler til TCL. I juli 2008 annoncerede TCL planer om at skaffe 249 mio. US$ gennem en aktieemission på Shenzhen Stock Exchange til byggeriet af to produktionslinjer til LCD-tv; en for skærme op til 42" og en for skærme op til 56". TCL solgte 4,18 millioner LCD-TV i 2008, mere end tre gange så mange som i 2007. I januar 2009 annoncerede TCL planer om at fordoble deres produktionskapacitet af LCD TV til 10 millioner enheder inden udgangen af 2009. I november 2009 indgik TCL et joint venture med styret i Shenzhen om at bygge en 8.5-generations tyndfilms transistor-liquid-crystal-display produktionsfacilitet i byen til en pris af 3,9 mia. US$.

## Organisationsstruktur
TCL er organiseret i fire forretningsdivisioner:
- Multimedier
- Kommunikation
- Home appliances
- Techne elektronik

Endvidere har virksomheden to beslægtede enheder:
- Ejendom og investering
- Logistik og service

TCL har operationer i mere end 80 byer i Afrika, Asien, Australasien, Europa, Nordamerika og Sydamerika. Der er 18 forsknings- og udviklingscentre, 20 betydende produktionsfaciliteter og over 40 salgskontorer på verdensplan.

## Produkter
TCLs primære produkter er TV, DVD-afspillere, airconditionanlæg, GSM og 3G mobiltelefoner, pc'er, home appliances, elektrisk lys og digitale medier.
TCL sælger primært sine produkter under TCL-mærket i Afrika, Asien, Australasien, Sydamerika og Rusland og under Alcatelmærket i Europa (ex. Rusland) og under RCA-mærket i Nordamerika. Mærker som ROWA og Thomson tilhører også TCL.
Virksomheden indgik i April 2012 en aftale med IKEA om at levere elektronik til møbler med integreret elektronik.